# Barfleur (Schiff, 1992)
Die Barfleur ist eine im Jahr 1992 in Dienst gestellte RoPax-Fähre der französischen Reederei Brittany Ferries. Sie wird auf der Strecke zwischen Poole und Cherbourg eingesetzt.

## Geschichte
Das Schiff wurde 1990 bestellt und unter der Baunummer 485 auf der finnischen Werft Kvaerner Masa-Yards gebaut. Das Aufschwimmen im Baudock fand am 24. Juli 1991 statt. Noch vor der Fertigstellung des Schiffes wurde entschieden, es zur Erhöhung der Passagier- und Ladungskapazität um neun Meter zu verlängern. Am 22. Dezember 1991 wurde das Schiff dafür wieder eingedockt und in zwei Teile zerschnitten. Bis März 1992 wurde das zusätzliche Mittelstück gebaut und die Fähre wieder zusammengesetzt. Die Ablieferung an Truckline Ferries France S.A (Brittany Ferries) erfolgte am 26. März, das Schiff kam unter französischer Flagge mit Heimathafen Cherbourg in Fahrt. Taufe und Indienststellung am 4. April 1992. Taufpatin war Francine Aguiton, die Frau des damaligen Präfekten des Département Manche.

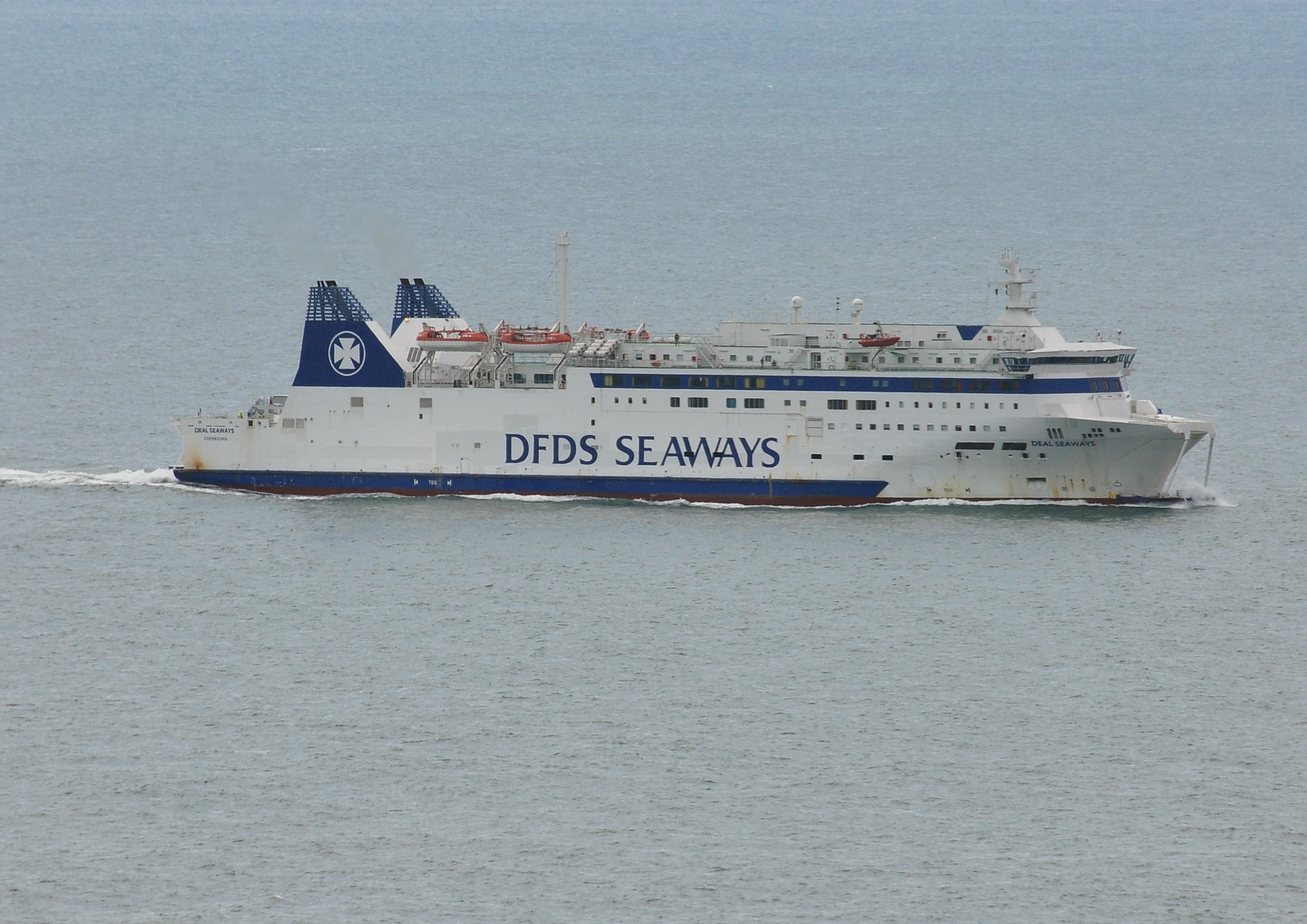
Die Deal Seaways

Das Schiff fuhr zunächst für Truckline Ferries France, einer Tochtergesellschaft von Brittany Ferries. Ab Anfang 1999 wurde das Schiff, das nach einem Fischerdorf in der Normandie benannt ist, von Brittany Ferries eingesetzt. Im Februar 2010 wurde es außer Dienst gestellt und zunächst aufgelegt. Im April 2012 wurde es an DFDS Seaways verchartert und als Deal Seaways zwischen Calais und Dover eingesetzt, um die Lücke zu füllen, die Ende 2011 durch die Einstellung des Fährbetriebs von SeaFrance auf der Strecke entstanden war. Ab November 2012 wurde die Deal Seaways in Dunkerque aufgelegt. Am 25. November 2012 erhielt das Schiff wieder den Namen Barfleur. Seit März setzt Brittany Ferries das Schiff wieder auf der Strecke zwischen Poole und Cherbourg ein.

## Technische Daten und Ausstattung
Der Antrieb des Schiffes erfolgt durch vier Viertakt-Achtzylinder-Dieselmotoren des Herstellers Wärtsilä (Typ: 8R32D) mit zusammen 12.400 kW Leistung. Die Motoren wirken auf zwei Verstellpropeller. Das Schiff erreicht eine Geschwindigkeit von 19 kn. Das Schiff verfügt über zwei Bugstrahlruder. Für die Stromerzeugung an Bord stehen vier Dieselgeneratoren mit jeweils 1.094 kW Leistung (1.368 kVA Scheinleistung) zur Verfügung.
Das Schiff wurde 2015 auf der spanischen Werft Astilleros de Santander mit einem Gaswäscher zur Abgasentschwefelung ausgerüstet.
An Bord ist Platz für 900 Passagiere. Das Schiff verfügt über 72 Passagierkabinen mit insgesamt 200 Betten. Zusätzlich stehen sechs Kinderbetten zur Verfügung, die bei Bedarf in den Kabinen genutzt werden können. Die Kabinen befinden sich auf den Decks 5, 6 und 8. Neben den Kabinen stehen 295 Ruhesessel zur Verfügung, die sich auf den Decks 5 und 6 befinden. Alle anderen Einrichtungen für die Passagiere wie Restaurant, Bar und Shop befinden sich auf Deck 7.
Auf den Ro-Ro-Decks mit 1.500 Spurmetern finden 590 Pkw oder 75 Lkw Platz. Die Ro-Ro-Decks sind über eine Bug- und eine Heckrampe erreichbar und im Schiff mit einem hydraulisch betriebenen Lastenaufzug miteinander verbunden. Vor der Bugrampe befindet sich ein seitlich öffnendes Bugvisier. Auf der Back befindet sich zusätzlich eine feste Rampe. Ein Schott verschließt das dahinterliegende Ro-Ro-Deck. Die oberen beiden Ro-Ro-Decks sind durchgehende Decks, die je über eine Bug- und Heckrampe zugänglich sind. Bei zusätzlicher Nutzung von landseitigen Rampen können beide Decks gleichzeitig be- und entladen werden.